# Asia (Océanide)
Pour les articles homonymes, voir Asia.
Dans la mythologie grecque, Asia ou Asie est un autre nom pour Clymène, une Océanide, fille du Titan Océan et de la Titanide Téthys. Elle est l'épouse du Titan Japet, et la mère de Prométhée, d'Épiméthée, de Ménétios, d'Hespéros et d'Atlas.
Le continent asiatique aurait été nommé d'après elle.

## Famille

### Ascendance
Ses parents sont les titans Océan et Téthys. Elle est l'une de leur multiples filles, les Océanides, généralement au nombre de trois mille, et a pour frères les Dieux-fleuve, eux aussi au nombre de trois mille. Ouranos (le Flot) et Gaïa (la Terre) sont ses grands-parents tant paternels que maternels.

### Descendance
Elle est l'épouse du Titan Japet, et la mère de Prométhée, d'Épiméthée, de Ménétios, d'Hespéros et d'Atlas.

## Clymène ou Asia
Hésiode lui donne le nom de Clymène dans sa Théogonie (359) mais le Pseudo-Apollodore (1.8) lui donne plutôt le nom d'Asia, tout comme Lycophron (1411). Il est possible que le nom d'Asia ait été préféré à la Clymène d'Hésiode pour éviter la confusion avec une Océanide nommée Clymène et qui était la mère de Phaéton, par Hélios, selon certaines sources. 
Hérodote (IV, 45, 1) rapporte la tradition selon laquelle le continent d'Asie fut nommé d'après Asia, qu'il appelle « femme » plutôt que « mère » de Prométhée. C'est peut-être la manifestation d'une simple erreur plutôt qu'une variante de la tradition originelle, tant Acousilaos qu'Eschyle dans son Prométhée enchaîné appelant la femme de Prométhée Hésione (à ne pas confondre avec une autre Hésione, princesse troyenne fille de Laomédon dans la Bibliothèque du Pseudo-Apollodore). 

## Évocation moderne

### Astronomie
L'astéroïde de la ceinture principale (67) Asie, découvert par Norman Robert Pogson le 17 avril 1861, doit son nom à l'Océanide.